# 255587 Gardenia
255587 Gardenia è un asteroide della fascia principale. Scoperto nel 2006, presenta un'orbita caratterizzata da un semiasse maggiore pari a 2,4227041 UA e da un'eccentricità di 0,3819417, inclinata di 6,92081° rispetto all'eclittica.